# Leszko I

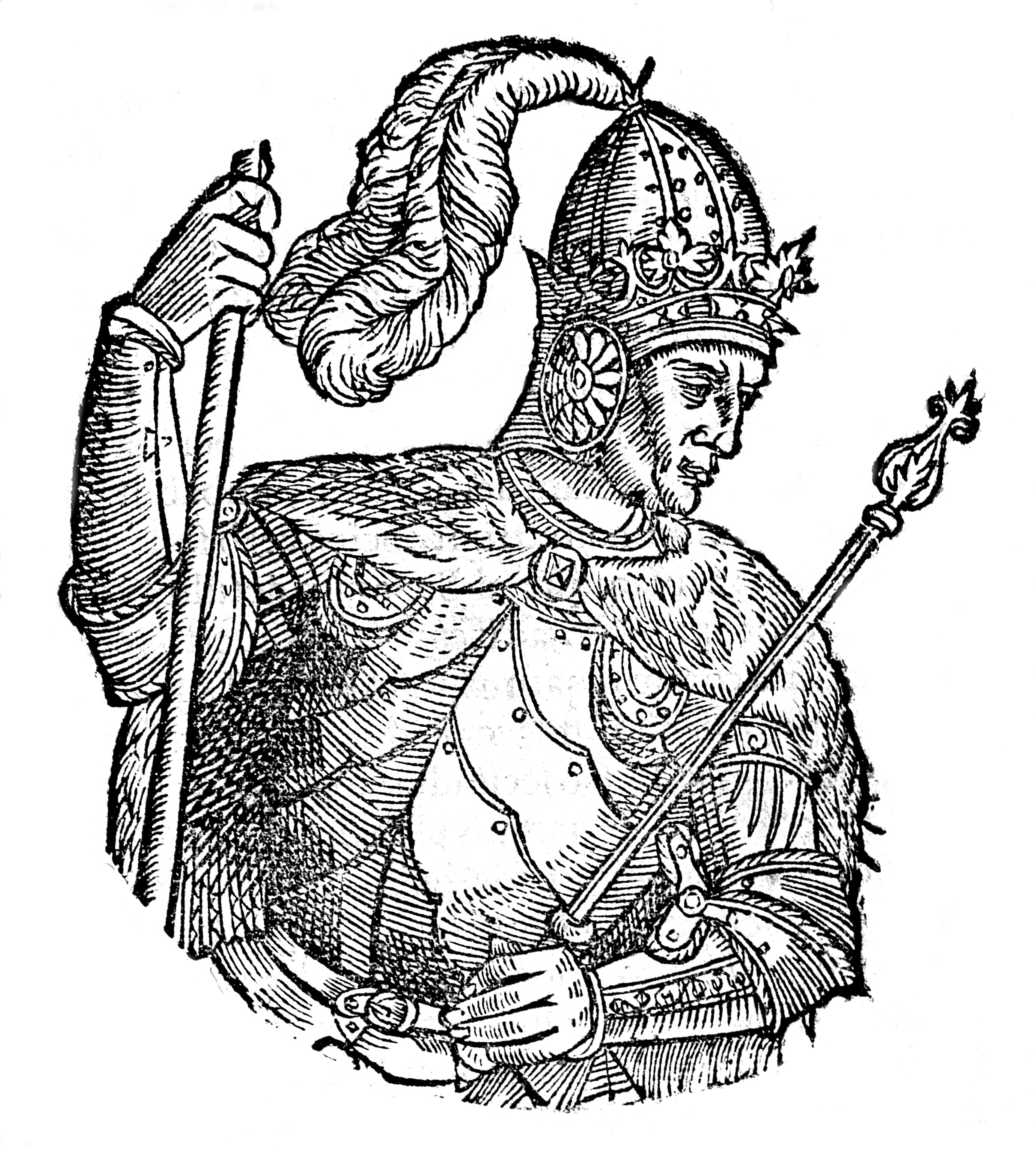
Leszko I

Leszko I  – legendarny władca Polski, występujący w Kronice Wincentego Kadłubka. 
Według Kadłubka po śmierci królowej Wandy kraj Lechitów został najechany przez Aleksandra Wielkiego. Wojska macedońskie wkroczyły do Polski od strony Moraw, zajmując Małopolskę i Śląsk. Ostatecznie Aleksander miał zostać pokonany w bitwie pod górą, kiedy to Lechici za namową pewnego złotnika przygotowali zasadzkę na Macedończyków, zwabiając ich doń wyrzeźbionymi z drewna figurami rycerzy udającymi wojsko. Gdy pokonany Aleksander wycofał się z kraju Polan, złotnik został obwołany królem i otrzymał imię Lestek, co znaczy przebiegły.
Jan Długosz próbował uczynić legendę o Leszku mniej fantastyczną, zastępując Macedończyków Węgrami i Morawianami. Zmienił też imię nadane władcy na Przemyśl, imię Lestek tłumacząc jako nazwisko rodowe dynastii wywodzącej się od Lecha. Marcin Bielski również przyjął wersję o walce z Morawianami, datując także panowanie Leszka na około 700 rok i przypisując mu założenie Przemyśla.
Podane przez Kadłubka informacje o Leszku I (z których można by wysnuć wniosek, że żył on w IV wieku p.n.e.) są napisane w normalnej jak na ówczesne czasy konwencji stylistycznej, wpisującej rody władców w możliwie jak najdalsze i najsławniejsze wydarzenia z dziejów całego świata. 